# Mistrovství světa ve fotbale 1938 (soupisky)
Soupisky na Mistrovství světa ve fotbale 1938, které se hrálo ve Francii:
| Zlato             | Stříbro             | Bronz               |
| ----------------- | ------------------- | ------------------- |
| Itálie • Soupiska | Maďarsko • Soupiska | Brazílie • Soupiska |

## Itálie
Hlavní trenér: Vittorio Pozzo

| Jméno             | Datum narození     | Datum úmrtí                         | Klub             |
| Brankáři          | Brankáři           | Brankáři                            | Brankáři         |
| ----------------- | ------------------ | ----------------------------------- | ---------------- |
| Carlo Ceresoli    | 14. června 1910    | 22. dubna 1995 (ve věku 84 let)     | Bologna FC 1909  |
| Guido Masetti     | 22. listopadu 1907 | 26. listopadu 1993 (ve věku 86 let) | AS Řím           |
| Aldo Olivieri     | 2. října 1910      | 5. dubna 2001 (ve věku 90 let)      | Lucchese 1905    |
| Obránci           |                    |                                     |                  |
| Alfredo Foni      | 20. ledna 1911     | 28. ledna 1985 (ve věku 74 let)     | Juventus FC      |
| Eraldo Monzeglio  | 5. června 1906     | 3. listopadu 1981 (ve věku 75 let)  | AS Řím           |
| Pietro Rava       | 21. ledna 1916     | 5. listopadu 2006 (ve věku 90 let)  | Juventus FC      |
| Záložníci         |                    |                                     |                  |
| Michele Andreolo  | 6. září 1912       | 14. května 1981 (ve věku 68 let)    | Bologna FC 1909  |
| Bruno Chizzo      | 19. dubna 1916     | 3. srpna 1969 (ve věku 53 let)      | Triestina        |
| Aldo Donati       | 29. září 1910      | 3. listopadu 1984 (ve věku 74 let)  | AS Řím           |
| Mario Genta       | 1. března 1912     | 9. ledna 1993 (ve věku 80 let)      | Janov CFC        |
| Ugo Locatelli     | 5. února 1916      | 28. května 1993 (ve věku 77 let)    | Ambrosiana-Inter |
| Giuseppe Meazza – | 23. srpna 1910     | 21. srpna 1979 (ve věku 68 let)     | Ambrosiana-Inter |
| Renato Olmi       | 12. července 1914  | 15. května 1985 (ve věku 70 let)    | Ambrosiana-Inter |
| Mario Perazzolo   | 7. června 1911     | 3. srpna 2001 (ve věku 90 let)      | Janov CFC        |
| Pietro Serantoni  | 12. prosince 1906  | 6. října 1964 (ve věku 57 let)      | AS Řím           |
| Útočníci          |                    |                                     |                  |
| Sergio Bertoni    | 23. září 1915      | 15. února 1995 (ve věku 79 let)     | AC Pisa 1909     |
| Amedeo Biavati    | 4. dubna 1915      | 22. dubna 1979 (ve věku 64 let)     | Bologna FC 1909  |
| Gino Colaussi     | 4. března 1914     | 27. července 1991 (ve věku 77 let)  | Triestina        |
| Giovanni Ferrari  | 6. prosince 1907   | 2. prosince 1982 (ve věku 74 let)   | Ambrosiana-Inter |
| Pietro Ferraris   | 15. února 1912     | 11. října 1991 (ve věku 79 let)     | Ambrosiana-Inter |
| Pietro Pasinati   | 21. července 1910  | 15. listopadu 2000 (ve věku 90 let) | Triestina        |
| Silvio Piola      | 29. září 1913      | 4. října 1996 (ve věku 83 let)      | SS Lazio         |

## Maďarsko
Hlavní trenér: Károly Dietz a Alfréd Schaffer

| Jméno            | Datum narození     | Datum úmrtí                         | Klub                |
| Brankáři         | Brankáři           | Brankáři                            | Brankáři            |
| ---------------- | ------------------ | ----------------------------------- | ------------------- |
| József Háda      | 2. března 1911     | 11. ledna 1994 (ve věku 82 let)     | Ferencváros FC      |
| József Pálinkás  | 1. ledna 1912      | 24. dubna 1991 (ve věku 79 let)     | Szeged FC           |
| Antal Szabó      | 4. září 1910       | 18. dubna 1972 (ve věku 61 let)     | MTK Hungária FC     |
| Obránci          |                    |                                     |                     |
| Sándor Bíró      | 19. srpna 1911     | 7. října 1988 (ve věku 77 let)      | MTK Hungária FC     |
| Lajos Korányi    | 15. května 1907    | 29. ledna 1981 (ve věku 73 let)     | Ferencváros FC      |
| Gyula Polgár     | 8. února 1912      | 26. června 1992 (ve věku 80 let)    | Ferencváros FC      |
| Záložníci        |                    |                                     |                     |
| István Balogh    | 21. září 1912      | 27. října 1992 (ve věku 80 let)     | Újpest FC           |
| János Dudás      | 13. února 1911     | 28. července 1979 (ve věku 68 let)  | MTK Hungária FC     |
| Gyula Lázár      | 24. ledna 1911     | 27. února 1983 (ve věku 72 let)     | Ferencváros FC      |
| Béla Sárosi      | 15. května 1919    | 15. června 1993 (ve věku 74 let)    | Ferencváros FC      |
| Antal Szalay     | 12. března 1912    | 21. dubna 1964 (ve věku 52 let)     | Újpest FC           |
| György Szűcs     | 23. dubna 1912     | 10. prosince 1991 (ve věku 79 let)  | Újpest FC           |
| József Turay     | 1. května 1905     | 24. června 1963 (ve věku 58 let)    | MTK Hungária FC     |
| Útočníci         |                    |                                     |                     |
| Mihály Bíró      | 27. září 1919      | 16. června 1970 (ve věku 50 let)    | Ferencváros FC      |
| László Cseh      | 4. dubna 1910      | 8. ledna 1950 (ve věku 39 let)      | MTK Hungária FC     |
| Vilmos Kohut     | 17. července 1906  | 18. února 1986 (ve věku 79 let)     | Olympique Marseille |
| György Sárosi    | 5. srpna 1912      | 20. června 1993 (ve věku 80 let)    | Ferencváros FC      |
| Ferenc Sas       | 16. srpna 1915     | 3. září 1988 (ve věku 73 let)       | MTK Hungária FC     |
| Pál Titkos       | 8. ledna 1908      | 8. října 1988 (ve věku 80 let)      | MTK Hungária FC     |
| Géza Toldi       | 11. února 1909     | 16. srpna 1985 (ve věku 76 let)     | Ferencváros FC      |
| Jenő Vincze      | 20. listopadu 1908 | 20. listopadu 1988 (ve věku 80 let) | Újpest FC           |
| Gyula Zsengellér | 27. prosince 1915  | 29. března 1999 (ve věku 83 let)    | Újpest FC           |

## Brazílie
Hlavní trenér: Adhemar Pimenta

| Jméno              | Datum narození     | Datum úmrtí                         | Klub                          |
| Brankáři           | Brankáři           | Brankáři                            | Brankáři                      |
| ------------------ | ------------------ | ----------------------------------- | ----------------------------- |
| Batatais           | 20. května 1910    | 16. července 1960 (ve věku 50 let)  | Fluminense                    |
| Walter             | 17. července 1912  | 13. listopadu 1951 (ve věku 39 let) | CR Flamengo                   |
| Obránci            |                    |                                     |                               |
| Domingos da Guia   | 19. listopadu 1912 | 18. května 2000 (ve věku 87 let)    | CR Flamengo                   |
| Jaú                | 7. prosince 1909   | 26. února 1988 (ve věku 78 let)     | Corinthians                   |
| Machado            | 1. ledna 1909      | 20. února 1997 (ve věku 88 let)     | Fluminense FC                 |
| Nariz              | 8. února 1912      | 19. září 1984 (ve věku 72 let)      | Botafogo FR                   |
| Záložníci          |                    |                                     |                               |
| Afonsinho          | 8. března 1914     | 19. února 1997 (ve věku 82 let)     | São Cristóvão                 |
| Argemiro           | 3. června 1915     | 4. července 1975 (ve věku 60 let)   | Portuguesa Santista           |
| Brandão            | 21. dubna 1911     | 20. července 1989 (ve věku 78 let)  | Corinthians                   |
| Hermínio de Britto | 6. května 1914     | 19. června 1988 (ve věku 74 let)    | América Mineiro               |
| Martim             | 2. března 1911     | 16. srpna 1972 (ve věku 61 let)     | Botafogo FR                   |
| Zezé Procópio      | 12. srpna 1913     | 8. února 1980 (ve věku 66 let)      | Botafogo FR                   |
| Útočníci           |                    |                                     |                               |
| Hércules           | 2. července 1912   | 3. září 1982 (ve věku 70 let)       | Fluminense FC                 |
| Leônidas           | 6. září 1913       | 24. ledna 2004 (ve věku 90 let)     | CR Flamengo                   |
| Lopes              | 25. listopadu 1911 | 28. srpna 1996 (ve věku 84 let)     | Corinthians                   |
| Luizinho           | 29. března 1911    | 27. prosince 1983 (ve věku 72 let)  | Sociedade Esportiva Palmeiras |
| Niginho            | 12. února 1912     | 5. září 1975 (ve věku 63 let)       | CR Vasco da Gama              |
| Patesko            | 12. listopadu 1910 | 13. března 1988 (ve věku 77 let)    | Botafogo FR                   |
| Perácio            | 2. listopadu 1917  | 10. března 1977 (ve věku 59 let)    | Botafogo FR                   |
| Roberto            | 20. června 1912    | 20. března 1977 (ve věku 64 let)    | São Cristóvão                 |
| Romeu              | 26. března 1911    | 15. července 1971 (ve věku 60 let)  | Fluminense FC                 |
| Tim                | 20. února 1915     | 7. července 1984 (ve věku 69 let)   | Fluminense FC                 |

## Švédsko
Hlavní trenér:  József Nagy

| Jméno              | Datum narození     | Datum úmrtí                         | Klub                   |
| Brankáři           | Brankáři           | Brankáři                            | Brankáři               |
| ------------------ | ------------------ | ----------------------------------- | ---------------------- |
| Henock Abrahamsson | 29. října 1909     | 23. dubna 1958 (ve věku 48 let)     | Gårda BK Göteborg      |
| Gustav Sjöberg     | 23. března 1913    | 3. října 2003 (ve věku 90 let)      | AIK Stockholm          |
| Obránci            |                    |                                     |                        |
| Ivar Eriksson      | 25. prosince 1909  | 12. dubna 1997 (ve věku 87 let)     | Sandvikens IF          |
| Olle Källgren      | 7. září 1907       | 13. dubna 1983 (ve věku 75 let)     | Sandvikens IF          |
| Erik Nilsson       | 6. září 1916       | 9. září 1995 (ve věku 79 let)       | Malmö FF               |
| Harry Nilsson      | 5. ledna 1916      | 2. února 1993 (ve věku 77 let)      | Landskrona BoIS        |
| Záložníci          |                    |                                     |                        |
| Erik Almgren       | 28. ledna 1908     | 23. srpna 1989 (ve věku 81 let)     | AIK Stockholm          |
| Karl-Erik Grahn    | 5. listopadu 1914  | 14. března 1963 (ve věku 48 let)    | IF Elfsborg Borås      |
| Sven Jacobsson     | 17. dubna 1914     | 9. července 1983 (ve věku 69 let)   | GAIS Göteborg          |
| Arne Linderholm    | 22. února 1916     | 20. listopadu 1986 (ve věku 70 let) | IK Sleipner Norrköping |
| Kurt Svanström     | 24. března 1915    | 16. ledna 1996 (ve věku 80 let)     | Örgryte IS Göteborg    |
| Útočníci           |                    |                                     |                        |
| Åke Andersson      | 22. dubna 1917     | 20. července 1983 (ve věku 66 let)  | GAIS Göteborg          |
| Harry Andersson    | 7. března 1913     | 6. června 1996 (ve věku 83 let)     | IK Sleipner Norrköping |
| Curt Bergsten      | 24. června 1912    | 21. července 1987 (ve věku 75 let)  | Landskrona BoIS        |
| Lennart Bunke      | 3. dubna 1912      | 17. srpna 1988 (ve věku 76 let)     | Helsingborgs IF        |
| Knut Hansson       | 9. května 1911     | 10. února 1992 (ve věku 80 let)     | Landskrona BoIS        |
| Sven Jonasson      | 9. července 1909   | 17. září 1984 (ve věku 75 let)      | IF Elfsborg Borås      |
| Tore Keller        | 4. ledna 1905      | 15. července 1988 (ve věku 83 let)  | IK Sleipner Norrköping |
| Arne Nyberg        | 20. června 1913    | 12. srpna 1978 (ve věku 65 let)     | IFK Göteborg           |
| Erik Persson       | 19. listopadu 1909 | 1. února 1989 (ve věku 69 let)      | AIK Stockholm          |
| Sven Unger         | 12. srpna 1909     | 12. září 2001 (ve věku 92 let)      | IK Sleipner Norrköping |
| Gustav Wetterström | 15. října 1911     | 16. listopadu 1991 (ve věku 80 let) | IK Sleipner Norrköping |

## Československo
Hlavní trenér: Josef Meissner

| Jméno              | Datum narození     | Datum úmrtí                         | Klub                 |
| Brankáři           | Brankáři           | Brankáři                            | Brankáři             |
| ------------------ | ------------------ | ----------------------------------- | -------------------- |
| Karel Burkert      | 1. prosince 1909   | 26. března 1991 (ve věku 81 let)    | SK Židenice          |
| František Plánička | 2. června 1904     | 20. července 1996 (ve věku 92 let)  | SK Slavia Praha      |
| Obránci            |                    |                                     |                      |
| Jaroslav Burgr     | 7. března 1906     | 15. září 1986 (ve věku 80 let)      | AC Sparta Praha      |
| Karel Černý        | 1. února 1910      | 11. března 1992 (ve věku 82 let)    | SK Slavia Praha      |
| Ferdinand Daučík   | 30. května 1910    | 14. listopadu 1986 (ve věku 76 let) | SK Slavia Praha      |
| Josef Orth         | 20. května 1914    | 14. prosince 1990 (ve věku 76 let)  | ŠK Slovan Bratislava |
| Záložníci          |                    |                                     |                      |
| Jaroslav Bouček    | 13. listopadu 1912 | 10. října 1987 (ve věku 74 let)     | AC Sparta Praha      |
| Karel Kolský       | 21. září 1914      | 17. února 1984 (ve věku 69 let)     | AC Sparta Praha      |
| Vlastimil Kopecký  | 14. října 1912     | 31. července 1967 (ve věku 54 let)  | SK Slavia Praha      |
| Josef Košťálek     | 31. srpna 1909     | 21. listopadu 1971 (ve věku 62 let) | AC Sparta Praha      |
| Otakar Nožíř       | 12. března 1917    | 2. září 2006 (ve věku 89 let)       | SK Slavia Praha      |
| Útočníci           |                    |                                     |                      |
| Vojtěch Bradáč     | 6. října 1913      | 30. března 1947 (ve věku 33 let)    | SK Slavia Praha      |
| Václav Horák       | 27. září 1912      | 15. listopadu 2000 (ve věku 88 let) | SK Slavia Praha      |
| Arnošt Kreuz       | 9. května 1912     | 9. února 1974 (ve věku 61 let)      | SK Pardubice         |
| Josef Ludl         | 3. června 1916     | 1. srpna 1998 (ve věku 82 let)      | FK Viktoria Žižkov   |
| Oldřich Nejedlý    | 26. prosince 1909  | 11. června 1990 (ve věku 80 let)    | AC Sparta Praha      |
| Antonín Puč        | 16. května 1907    | 18. dubna 1988 (ve věku 80 let)     | SK Slavia Praha      |
| Jan Říha           | 11. listopadu 1915 | 15. prosince 1995 (ve věku 80 let)  | AC Sparta Praha      |
| Oldřich Rulc       | 28. března 1911    | 4. dubna 1969 (ve věku 58 let)      | SK Židenice          |
| Karel Senecký      | 17. března 1919    | 28. dubna 1979 (ve věku 60 let)     | AC Sparta Praha      |
| Ladislav Šimůnek   | 4. října 1916      | 7. prosince 1969 (ve věku 53 let)   | SK Slavia Praha      |
| Josef Zeman        | 23. ledna 1915     | 3. května 1999 (ve věku 84 let)     | AC Sparta Praha      |

## Švýcarsko
Hlavní trenér:  Karl Rappan

| Jméno               | Datum narození     | Datum úmrtí                         | Klub                    |
| Brankáři            | Brankáři           | Brankáři                            | Brankáři                |
| ------------------- | ------------------ | ----------------------------------- | ----------------------- |
| Erwin Ballabio      | 20. října 1918     | 4. března 2008 (ve věku 89 let)     | FC Grenchen             |
| Renato Bizzozero    | 7. září 1912       | 10. listopadu 1994 (ve věku 82 let) | FC Lugano               |
| Willy Huber         | 17. prosince 1913  | 1. srpna 1998 (ve věku 84 let)      | Grasshopper Club Zürich |
| Obránci             |                    |                                     |                         |
| August Lehmann      | 26. ledna 1909     | 13. září 1973 (ve věku 64 let)      | Grasshopper Club Zürich |
| Severino Minelli    | 6. září 1909       | 23. září 1994 (ve věku 85 let)      | Grasshopper Club Zürich |
| Adolf Stelzer       | 1. září 1908       | 30. dubna 1977 (ve věku 68 let)     | Lausanne Sports         |
| Záložníci           |                    |                                     |                         |
| Albert Guinchard    | 10. listopadu 1914 | 19. května 1971 (ve věku 56 let)    | Servette FC             |
| Ernst Lörtscher     | 15. března 1913    | 30. listopadu 1993 (ve věku 80 let) | Servette FC             |
| Oscar Rauch         | 3. ledna 1907      | 18. září 1991 (ve věku 84 let)      | Grasshopper Club Zürich |
| Hermann Springer    | 4. prosince 1908   | 12. prosince 1978 (ve věku 70 let)  | Grasshopper Club Zürich |
| Sirio Vernati       | 12. května 1907    | 22. února 1993 (ve věku 85 let)     | Grasshopper Club Zürich |
| Útočníci            |                    |                                     |                         |
| André Abegglen      | 7. března 1909     | 8. listopadu 1944 (ve věku 35 let)  | FC Sochaux-Montbéliard  |
| Georges Aeby        | 21. září 1913      | 15. prosince 1999 (ve věku 86 let)  | Servette FC             |
| Paul Aeby           | 10. září 1910      | 20. července 1994 (ve věku 83 let)  | Young Boys Bern         |
| Lauro Amadò         | 3. března 1912     | 6. června 1971 (ve věku 59 let)     | FC Lugano               |
| Alfred Bickel       | 12. května 1918    | 18. srpna 1999 (ve věku 81 let)     | Grasshopper Club Zürich |
| Alessandro Frigerio | 15. listopadu 1914 | 10. ledna 1979 (ve věku 84 let)     | Le Havre AC             |
| Tullio Grassi       | 5. února 1910      | 8. listopadu 1985 (ve věku 75 let)  | FC Lugano               |
| Leopold Kielholz    | 9. června 1911     | 4. června 1980 (ve věku 68 let)     | SC YF Juventus          |
| Eugen Rupf          | 16. června 1914    | 13. listopadu 2000 (ve věku 86 let) | Grasshopper Club Zürich |
| Fritz Wagner        | 21. prosince 1913  | 9. září 1987 (ve věku 73 let)       | Grasshopper Club Zürich |
| Eugen Walaschek     | 20. června 1917    | 22. března 2007 (ve věku 89 let)    | Servette FC             |

## Kuba
Hlavní trenér: José Tapia

| Jméno                  | Datum narození     | Datum úmrtí                        | Klub               |
| Brankáři               | Brankáři           | Brankáři                           | Brankáři           |
| ---------------------- | ------------------ | ---------------------------------- | ------------------ |
| Juan Ayra              | 23. června 1911    | 26. října 2008 (ve věku 97 let)    | Hispano America    |
| Benito Carvajales      | 25. července 1913  | 10. února 1989 (ve věku 75 let)    | Centro Gallego     |
| Obránci                |                    |                                    |                    |
| Jacinto Barquin        | 3. září 1915       | 17. dubna 2001 (ve věku 85 let)    | Juventud Aturiana  |
| Manuel Chorens         | 22. ledna 1916     | 26. ledna 2010 (ve věku 94 let)    | CD Centro Gallego  |
| Záložníci              |                    |                                    |                    |
| Joaquín Arias          | 12. listopadu 1914 | 15. května 1991 (ve věku 76 let)   | Juventud Asturiana |
| Pedro Berges           | 14. ledna 1906     | 11. června 1978 (ve věku 72 let)   | Iberia Havana      |
| José Antonio Rodríguez | 1. února 1915      | 1. března 1978 (ve věku 63 let)    | CD Centro Gallego  |
| Útočníci               |                    |                                    |                    |
| Juan Alonzo            | 24. června 1911    | 14. srpna 1992 (ve věku 81 let)    | Centro Gallego     |
| Tomás Fernández        | 15. srpna 1915     | 12. března 2000 (ve věku 85 let)   | CD Centro Gallego  |
| Pedro Ferrer           | 14. února 1908     | 16. srpna 1998 (ve věku 90 let)    | Iberia Havana      |
| José Magriñá           | 14. prosince 1917  | 2. srpna 1988 (ve věku 70 let)     | CD Centro Gallego  |
| Carlos Oliveira        | 11. října 1913     | 8. listopadu 1989 (ve věku 75 let) | Hispano America    |
| Héctor Socorro         | 26. června 1912    | 30. prosince 1980 (ve věku 68 let) | Iberia Habana      |
| Mario Sosa             | 15. dubna 1910     | 24. září 1996 (ve věku 86 let)     | Iberia Havana      |
| Juan Tunas             | 17. července 1917  | 4. dubna 2011 (ve věku 93 let)     | Centro Gallego     |

## Francie
Hlavní trenér: Gaston Barreau

| Jméno                 | Datum narození     | Datum úmrtí                         | Klub                   |
| Brankáři              | Brankáři           | Brankáři                            | Brankáři               |
| --------------------- | ------------------ | ----------------------------------- | ---------------------- |
| Julien Darui          | 16. února 1916     | 13. prosince 1987 (ve věku 71 let)  | Olympique Lillois      |
| Laurent Di Lorto      | 1. ledna 1909      | 28. října 1989 (ve věku 80 let)     | FC Sochaux-Montbéliard |
| René Llense           | 14. července 1913  | 12. března 2014 (ve věku 100 let)   | FC Sète 34             |
| Obránci               |                    |                                     |                        |
| Abdelkader Ben Bouali | 25. října 1912     | 23. února 1997 (ve věku 84 let)     | Olympique Marseille    |
| Hector Cazenave       | 13. dubna 1914     | 27. září 1958 (ve věku 44 let)      | FC Sochaux-Montbéliard |
| Étienne Mattler       | 25. prosince 1905  | 23. března 1986 (ve věku 80 let)    | FC Sochaux-Montbéliard |
| Martin Povolný        | 19. července 1914  | 23. srpna 1997 (ve věku 83 let)     | Le Havre AC            |
| Jules Vandooren       | 30. prosince 1908  | 7. ledna 1985 (ve věku 76 let)      | Olympique Lillois      |
| Záložníci             |                    |                                     |                        |
| Jean Bastien          | 21. června 1915    | 7. srpna 1969 (ve věku 54 let)      | Olympique Marseille    |
| François Bourbotte    | 24. února 1913     | 15. prosince 1972 (ve věku 59 let)  | SC Fives               |
| Raoul Diagne          | 10. listopadu 1910 | 12. listopadu 2002 (ve věku 92 let) | RC Paris               |
| Lucien Jasseron       | 29. prosince 1913  | 15. listopadu 1999 (ve věku 85 let) | Le Havre AC            |
| Auguste Jordan        | 21. února 1909     | 17. května 1990 (ve věku 81 let)    | RC Paris               |
| Útočníci              |                    |                                     |                        |
| Alfred Aston          | 16. května 1912    | 10. února 2003 (ve věku 90 let)     | Red Star FC            |
| Michel Brusseaux      | 19. března 1913    | 28. února 1986 (ve věku 72 let)     | FC Sète 34             |
| Roger Courtois        | 30. května 1912    | 5. května 1972 (ve věku 59 let)     | FC Sochaux-Montbéliard |
| Edmond Delfour        | 1. listopadu 1907  | 19. prosince 1990 (ve věku 83 let)  | Racing Roubaix         |
| Oscar Heisserer       | 18. července 1914  | 7. října 2004 (ve věku 90 let)      | RC Strasbourg          |
| Ignace Kowalczyk      | 29. prosince 1913  | 27. března 1996 (ve věku 82 let)    | FC Metz                |
| Jean Nicolas          | 9. června 1913     | 8. září 1978 (ve věku 65 let)       | FC Rouen               |
| Émile Veinante        | 12. června 1907    | 18. listopadu 1983 (ve věku 76 let) | RC Paris               |
| Mario Zatelli         | 21. prosince 1912  | 7. ledna 2004 (ve věku 91 let)      | Olympique Marseille    |

## Rumunsko
Hlavní trenér: Alexandru Săvulescu a Costel Rădulescu

| Jméno                | Datum narození     | Datum úmrtí                         | Klub               |
| Brankáři             | Brankáři           | Brankáři                            | Brankáři           |
| -------------------- | ------------------ | ----------------------------------- | ------------------ |
| Mircea David         | 16. října 1914     | 12. října 1993 (ve věku 78 let)     | Venus Bukurešť     |
| Dumitru Pavlovici    | 26. dubna 1912     | 28. září 1993 (ve věku 81 let)      | Ripensia Temešvár  |
| Róbert Szádowsky     | 16. srpna 1914     | 5. září 1989 (ve věku 75 let)       | AMEF Arad          |
| Obránci              |                    |                                     |                    |
| Rudolf Bürger        | 31. října 1908     | 20. ledna 1980 (ve věku 71 let)     | Ripensia Temešvár  |
| Vasile Chiroiu       | 13. srpna 1910     | 9. května 1976 (ve věku 65 let)     | Ripensia Temešvár  |
| Iacob Felecan        | 1. ledna 1914      | 1. dubna 1964 (ve věku 50 let)      | Victoria Cluj      |
| Lazăr Sfera          | 29. dubna 1909     | 24. dubna 1992 (ve věku 82 let)     | Venus Bukurešť     |
| Záložníci            |                    |                                     |                    |
| Andrei Bărbulescu    | 25. března 1917    | 30. července 1987 (ve věku 70 let)  | Venus Bukurešť     |
| Gheorghe Brandabura  | 23. února 1913     | 21. listopadu 1991 (ve věku 78 let) | Juventus Bucureşti |
| Coloman Braun-Bogdan | 13. října 1905     | 15. března 1983 (ve věku 77 let)    | Juventus Bucureşti |
| Vintila Cossini      | 21. listopadu 1913 | 24. února 2006 (ve věku 92 let)     | Rapid Bucureşti    |
| Gheorghe Rasinaru    | 10. února 1915     | 19. srpna 1994 (ve věku 79 let)     | Rapid Bucureşti    |
| Ladislau Raffinsky   | 23. dubna 1905     | 31. července 1981 (ve věku 76 let)  | Rapid Bucureşti    |
| Útočníci             |                    |                                     |                    |
| Iuliu Baratky        | 14. května 1910    | 14. dubna 1962 (ve věku 51 let)     | Rapid Bucureşti    |
| Silviu Bindea        | 24. října 1912     | 6. března 1992 (ve věku 79 let)     | Ripensia Temešvár  |
| Iuliu Bodola         | 26. února 1912     | 12. března 1992 (ve věku 80 let)    | Venus Bukurešť     |
| Ion Bogdan           | 6. března 1915     | 10. července 1992 (ve věku 77 let)  | Rapid Bucureşti    |
| Ştefan Dobay         | 26. září 1909      | 7. dubna 1994 (ve věku 84 let)      | Ripensia Temešvár  |
| Nicolae Kovács       | 29. prosince 1911  | 7. července 1977 (ve věku 65 let)   | CAO Oradea         |
| Ioachim Moldoveanu   | 17. srpna 1913     | 31. července 1981 (ve věku 67 let)  | Rapid Bucureşti    |
| Niculae Nagy         | 14. prosince 1918  | 11. května 1990 (ve věku 71 let)    | Crişana Oradea     |
| Gyula Prassler       | 16. ledna 1916     | 25. srpna 1942 (ve věku 26 let)     | AMEF Arad          |

## Německo
Hlavní trenér: Sepp Herberger

| Jméno               | Datum narození     | Datum úmrtí                         | Klub                   |
| Brankáři            | Brankáři           | Brankáři                            | Brankáři               |
| ------------------- | ------------------ | ----------------------------------- | ---------------------- |
| Fritz Buchloh       | 26. listopadu 1909 | 22. července 1998 (ve věku 88 let)  | VfB Speldorf           |
| Hans Jakob          | 16. června 1908    | 24. března 1994 (ve věku 85 let)    | Jahn Regensburg        |
| Rudolf Raftl *      | 7. února 1911      | 5. září 1994 (ve věku 83 let)       | Rapid Vídeň *          |
| Obránci             |                    |                                     |                        |
| Ludwig Goldbrunner  | 5. března 1908     | 26. září 1981 (ve věku 73 let)      | FC Bayern Mnichov      |
| Paul Janes          | 10. března 1912    | 12. června 1987 (ve věku 75 let)    | Fortuna Düsseldorf     |
| Reinhold Münzenberg | 25. ledna 1909     | 25. června 1986 (ve věku 77 let)    | Alemannia Aachen       |
| Willibald Schmaus * | 16. června 1911    | 27. dubna 1979 (ve věku 67 let)     | First Vienna FC 1894 * |
| Jakob Streitle      | 11. prosince 1916  | 24. června 1982 (ve věku 65 let)    | FC Bayern Mnichov      |
| Záložníci           |                    |                                     |                        |
| Albin Kitzinger     | 1. února 1912      | 6. srpna 1970 (ve věku 58 let)      | 1. FC Schweinfurt 05   |
| Andreas Kupfer      | 7. května 1914     | 30. dubna 2001 (ve věku 86 let)     | 1. FC Schweinfurt 05   |
| Hans Mock *         | 9. prosince 1906   | 22. května 1982 (ve věku 75 let)    | Austria Vídeň *        |
| Stefan Skoumal *    | 29. listopadu 1909 | 28. listopadu 1983 (ve věku 73 let) | Rapid Vídeň *          |
| Franz Wagner *      | 23. září 1911      | 8. prosince 1974 (ve věku 63 let)   | Rapid Vídeň *          |
| Útočníci            |                    |                                     |                        |
| Josef Gauchel       | 11. září 1916      | 21. března 1963 (ve věku 46 let)    | TuS Koblenz-Neuendorf  |
| Rudolf Gellesch     | 1. května 1914     | 20. srpna 1990 (ve věku 76 let)     | FC Schalke 04          |
| Wilhelm Hahnemann * | 14. dubna 1914     | 23. srpna 1991 (ve věku 77 let)     | Admira Vídeň *         |
| Ernst Lehner        | 7. listopadu 1912  | 10. ledna 1986 (ve věku 73 let)     | Schwaben Augsburg      |
| Leopold Neumer *    | 8. února 1919      | 19. března 1990 (ve věku 71 let)    | Austria Vídeň *        |
| Hans Pesser *       | 7. listopadu 1911  | 12. srpna 1986 (ve věku 74 let)     | Rapid Vídeň *          |
| Otto Siffling       | 3. srpna 1912      | 20. října 1939 (ve věku 27 let)     | Waldhof Mannheim       |
| Josef Stroh *       | 5. března 1913     | 7. ledna 1991 (ve věku 77 let)      | Austria Vídeň *        |
| Fritz Szepan        | 2. září 1907       | 12. prosince 1974 (ve věku 67 let)  | FC Schalke 04          |

- Rakousko bylo součástí nacistického Německa. Viz Anšlus.

## Polsko
Hlavní trenér: Józef Kałuża

| Jméno                 | Datum narození     | Datum úmrtí                        | Klub                 |
| Brankáři              | Brankáři           | Brankáři                           | Brankáři             |
| --------------------- | ------------------ | ---------------------------------- | -------------------- |
| Walter Brom           | 14. ledna 1921     | 18. června 1968 (ve věku 47 let)   | Ruch Chorzów         |
| Edward Madejski       | 11. srpna 1914     | 15. února 1996 (ve věku 81 let)    | Wisla Krakov         |
| Obránci               |                    |                                    |                      |
| Antoni Galecki        | 4. června 1906     | 14. prosince 1958 (ve věku 52 let) | ŁKS Łódź             |
| Edmund Giemsa         | 16. října 1912     | 30. září 1994 (ve věku 81 let)     | Ruch Chorzów         |
| Władysław Szczepaniak | 19. května 1910    | 6. května 1979 (ve věku 68 let)    | Polonia Varšava      |
| Edmund Twórz          | 12. února 1914     | 29. září 1987 (ve věku 73 let)     | Warta Poznań         |
| Záložníci             |                    |                                    |                      |
| Ewald Dytko           | 18. října 1914     | 13. června 1993 (ve věku 78 let)   | Dąb Katowice         |
| Wilhelm Góra          | 18. ledna 1916     | 21. května 1975 (ve věku 59 let)   | Cracovia Krakov      |
| Kazimierz Lis         | 9. dubna 1910      | 15. června 1988 (ve věku 78 let)   | Warta Poznań         |
| Erwin Nyc             | 24. května 1914    | 1. května 1988 (ve věku 73 let)    | Polonia Varšava      |
| Wilhelm Piec          | 2. listopadu 1915  | 4. dubna 1954 (ve věku 38 let)     | Naprzód Lipiny       |
| Jan Wasiewicz         | 6. ledna 1911      | 9. listopadu 1976 (ve věku 65 let) | Pogoń Lvov           |
| Útočníci              |                    |                                    |                      |
| Stanisław Baran       | 26. dubna 1920     | 12. května 1993 (ve věku 73 let)   | Warszawianka Varšava |
| Ewald Cebula          | 22. března 1917    | 1. února 2004 (ve věku 86 let)     | Śląsk Świętochłowice |
| Bolesław Habowski     | 13. září 1914      | 21. května 1979 (ve věku 64 let)   | Wisla Krakov         |
| Józef Korbas          | 11. listopadu 1914 | 2. října 1981 (ve věku 66 let)     | Cracovia Krakov      |
| Antoni Łyko           | 27. května 1907    | 3. června 1941 (ve věku 34 let)    | Wisla Krakov         |
| Leonard Piątek        | 13. října 1913     | 1. července 1967 (ve věku 53 let)  | AKS Chorzów          |
| Ryszard Piec          | 17. srpna 1913     | 24. ledna 1979 (ve věku 65 let)    | Naprzód Lipiny       |
| Fryderyk Scherfke     | 7. září 1909       | 15. září 1983 (ve věku 74 let)     | Warta Poznań         |
| Ernest Wilimowski     | 23. června 1916    | 30. srpna 1997 (ve věku 81 let)    | Ruch Chorzów         |
| Gerard Wodarz         | 10. srpna 1913     | 8. listopadu 1982 (ve věku 69 let) | Ruch Chorzów         |

## Norsko
Hlavní trenér: Asbjørn Halvorsen

| Jméno               | Datum narození     | Datum úmrtí                         | Klub           |
| Brankáři            | Brankáři           | Brankáři                            | Brankáři       |
| ------------------- | ------------------ | ----------------------------------- | -------------- |
| Henry Johansen      | 21. července 1904  | 29. května 1988 (ve věku 83 let)    | Vålerengen     |
| Sverre Nordby       | 13. března 1910    | 4. prosince 1978 (ve věku 68 let)   | Mjøndalen      |
| Anker Kihle *       | 19. dubna 1917     | 1. února 2000 (ve věku 82 let)      | Storm          |
| Obránci             |                    |                                     |                |
| Nils Eriksen        | 5. března 1911     | 5. května 1975 (ve věku 64 let)     | Odds BK        |
| Øivind Holmsen      | 28. dubna 1912     | 23. srpna 1996 (ve věku 84 let)     | FK Lyn         |
| Rolf Johannessen    | 15. března 1910    | 2. února 1965 (ve věku 54 let)      | Fredrikstad FK |
| Jørgen Juve         | 22. listopadu 1906 | 12. dubna 1983 (ve věku 76 let)     | FK Lyn         |
| Roald Amundsen *    | 18. září 1913      | 29. března 1985 (ve věku 71 let)    | Mjøndalen      |
| Oddmund Andersen *  | 21. prosince 1915  | 23. listopadu 1999 (ve věku 83 let) | Mjøndalen      |
| Záložníci           |                    |                                     |                |
| Kristian Henriksen  | 3. března 1911     | 8. února 2004 (ve věku 92 let)      | FK Lyn         |
| Rolf Holmberg       | 24. srpna 1914     | 5. července 1979 (ve věku 64 let)   | Odds BK        |
| Gunnar Andreassen * | 5. ledna 1913      | 23. července 2002 (ve věku 89 let)  | Fredrikstad FK |
| Sverre Hansen *     | 23. června 1913    | 22. srpna 1974 (ve věku 61 let)     | IF Fram Larvik |
| Frithjof Ulleberg * | 10. září 1911      | 31. ledna 1993 (ve věku 81 let)     | FK Lyn         |
| Útočníci            |                    |                                     |                |
| Arne Brustad        | 14. dubna 1912     | 22. srpna 1987 (ve věku 75 let)     | FK Lyn         |
| Knut Brynildsen     | 23. července 1917  | 15. ledna 1986 (ve věku 68 let)     | Fredrikstad FK |
| Odd Frantzen        | 20. ledna 1913     | 2. října 1977 (ve věku 64 let)      | Hardy FK       |
| Arne Ileby          | 2. prosince 1913   | 25. prosince 1999 (ve věku 86 let)  | Fredrikstad FK |
| Magnar Isaksen      | 13. října 1910     | 8. června 1979 (ve věku 68 let)     | FK Lyn         |
| Reidar Kvammen      | 23. července 1914  | 27. října 1998 (ve věku 84 let)     | Viking FK      |
| Hjalmar Andresen *  | 18. července 1914  | 22. června 1982 (ve věku 67 let)    | Sarpsborg FK   |
| Alf Martinsen *     | 29. prosince 1911  | 23. srpna 1988 (ve věku 76 let)     | Lillestrøm SK  |

- Pouze 14 členů družstva skutečně cestoval do Francie pro turnaj MS 1938. Zbývajících osm hráčů (označené hvězdičkou) zůstali doma jako rezerva.

## Belgie
Hlavní trenér:  Jack Butler

| Jméno                 | Datum narození     | Datum úmrtí                        | Klub                                    |
| Brankáři              | Brankáři           | Brankáři                           | Brankáři                                |
| --------------------- | ------------------ | ---------------------------------- | --------------------------------------- |
| Arnold Badjou         | 26. června 1909    | 17. září 1994 (ve věku 85 let)     | Daring Club de Bruxelles Société Royale |
| Robert Braet          | 11. února 1912     | 23. února 1987 (ve věku 75 let)    | Cercle Brugge                           |
| André Vandeweyer      | 21. června 1909    | 22. října 1992 (ve věku 83 let)    | Royale Union Saint-Gilloise             |
| Obránci               |                    |                                    |                                         |
| Frans Gommers         | 5. dubna 1917      | 20. dubna 1986 (ve věku 69 let)    | Royal Beerschot AC                      |
| Robert Paverick       | 19. listopadu 1912 | 25. května 1994 (ve věku 81 let)   | Royal Antwerp FC                        |
| Jean Petit            | 25. února 1914     | 5. června 1944 (ve věku 30 let)    | Standard Lutych                         |
| Corneel Seys          | 12. února 1912     | 10. ledna 1944 (ve věku 31 let)    | Royal Beerschot AC                      |
| Philibert Smellinckx  | 17. ledna 1911     | 8. dubna 1977 (ve věku 66 let)     | Royale Union Saint-Gilloise             |
| Záložníci             |                    |                                    |                                         |
| Pierre Dalem          | 16. března 1912    | 22. února 1993 (ve věku 80 let)    | Standard Lutych                         |
| Alfons De Winter      | 12. září 1908      | 7. července 1997 (ve věku 88 let)  | Royal Beerschot AC                      |
| Paul Henry            | 6. září 1912       | 6. října 1989 (ve věku 77 let)     | Daring Club de Bruxelles Société Royale |
| Émile Stijnen         | 2. listopadu 1907  | 27. března 1997 (ve věku 89 let)   | ROC de Charleroi-Marchienne             |
| John Van Alphen       | 17. června 1914    | 19. prosince 1961 (ve věku 47 let) | Royal Beerschot AC                      |
| Útočníci              |                    |                                    |                                         |
| Raymond Braine        | 28. dubna 1907     | 25. prosince 1978 (ve věku 71 let) | Royal Beerschot AC                      |
| Fernand Buyle         | 3. března 1918     | 22. ledna 1992 (ve věku 73 let)    | Daring Club de Bruxelles Société Royale |
| Jean Capelle          | 26. října 1913     | 20. února 1977 (ve věku 63 let)    | Standard Lutych                         |
| Arthur Ceuleers       | 28. února 1916     | 5. srpna 1998 (ve věku 82 let)     | Royal Beerschot AC                      |
| Jean Fievez           | 30. listopadu 1910 | 18. března 1997 (ve věku 86 let)   | White Star Brüssel                      |
| Henri Isemborghs      | 30. ledna 1914     | 9. března 1973 (ve věku 59 let)    | Royal Beerschot AC                      |
| Joseph Nelis          | 1. dubna 1917      | 12. dubna 1994 (ve věku 77 let)    | Berchem Sport                           |
| Charles Vanden Wouwer | 7. září 1916       | 1. června 1989 (ve věku 72 let)    | Royal Beerschot AC                      |
| Bernard Voorhoof      | 10. května 1910    | 18. února 1974 (ve věku 63 let)    | KSK Liersche                            |

## Nizozemsko
Hlavní trenér:  Bob Glendenning

| Jméno               | Datum narození     | Datum úmrtí                        | Klub                   |
| Brankáři            | Brankáři           | Brankáři                           | Brankáři               |
| ------------------- | ------------------ | ---------------------------------- | ---------------------- |
| Niek Michel         | 30. září 1912      | 24. června 1971 (ve věku 58 let)   | VSV Velsen             |
| Adri van Male       | 7. října 1910      | 11. října 1990 (ve věku 80 let)    | SC Feyenoord Rotterdam |
| Obránci             |                    |                                    |                        |
| Dick Been           | 28. prosince 1914  | 20. května 1978 (ve věku 63 let)   | Ajax Amsterdam         |
| Bertus Caldenhove   | 19. ledna 1914     | 30. července 1983 (ve věku 69 let) | DWS Amsterdam          |
| Hendrikus Plenter   | 23. června 1913    | 12. května 1997 (ve věku 83 let)   | Quick Groningen        |
| Mauk Weber          | 1. března 1914     | 14. dubna 1978 (ve věku 64 let)    | ADO Den Haag           |
| Záložníci           |                    |                                    |                        |
| Wim Anderiesen      | 27. listopadu 1903 | 18. července 1944 (ve věku 40 let) | Ajax Amsterdam         |
| Frans Hogenbirk     | 18. března 1919    | 13. září 1998 (ve věku 79 let)     | Quick Groningen        |
| Bas Paauwe          | 4. října 1911      | 27. února 1989 (ve věku 77 let)    | SC Feyenoord Rotterdam |
| Rene Pijpers        | 15. září 1917      | 22. března 1944 (ve věku 26 let)   | RFC Roermond           |
| Puck van Heel       | 21. ledna 1904     | 10. ledna 1986 (ve věku 81 let)    | SC Feyenoord Rotterdam |
| Útočníci            |                    |                                    |                        |
| Piet de Boer        | 10. října 1919     | 8. února 1984 (ve věku 64 let)     | KFC                    |
| Bertus de Harder    | 14. ledna 1920     | 7. prosince 1982 (ve věku 62 let)  | VUC Den Haag           |
| Arie de Winter      | 27. října 1913     | 1. ledna 1983 (ve věku 69 let)     | HFC Haarlem            |
| Daaf Drok           | 23. května 1914    | 7. března 2002 (ve věku 87 let)    | RFC Rotterdam          |
| Klaas Ooms          | 9. června 1917     | 17. ledna 1970 (ve věku 52 let)    | DWB                    |
| Piet Punt           | 6. února 1909      | 5. července 1973 (ve věku 64 let)  | DFC Dordrecht          |
| Kick Smit           | 3. listopadu 1911  | 1. července 1974 (ve věku 62 let)  | HFC Haarlem            |
| Frans van der Veen  | 25. března 1919    | 4. května 1975 (ve věku 56 let)    | Heracles Almelo        |
| Henk van Spaandonck | 25. června 1913    | 31. července 1982 (ve věku 69 let) | Neptunus Rotterdam     |
| Leen Vente          | 14. května 1911    | 9. listopadu 1989 (ve věku 78 let) | SC Feyenoord Rotterdam |
| Frank Wels          | 21. února 1909     | 16. února 1982 (ve věku 72 let)    | Unitas Gorinchem       |

## Nizozemská východní Indie
Hlavní trenér: Johan von Mastenbroek

| Jméno                      | Datum narození   | Datum úmrtí                         | Klub                |
| Brankáři                   | Brankáři         | Brankáři                            | Brankáři            |
| -------------------------- | ---------------- | ----------------------------------- | ------------------- |
| Leen van Beusekom          | 12. ledna 1918   | 13. dubna 1994 (ve věku 76 let)     | Hercules Batavia    |
| Tan "Bing" Mo Heng         | 28. února 1913   | 1. července 1990 (ve věku 77 let)   | HCTNH Soerabaja     |
| Obránci                    |                  |                                     |                     |
| Jan Harting                | 14. srpna 1915   | 10. července 1990 (ve věku 74 let)  | HBS Soerabaja       |
| Frans G. Hu Kon            | 1. února 1917    | 12. dubna 2003 (ve věku 86 let)     | Sparta Bandung      |
| Jack Samuels               | 29. března 1918  | 12. září 2001 (ve věku 83 let)      | Excelsior Soerabaja |
| Záložníci                  |                  |                                     |                     |
| Sutan Anwar                | 21. března 1914  | 22. června 1986 (ve věku 72 let)    | VIOS Batavia        |
| Gerrit Faulhaber           | 22. září 1912    | 30. listopadu 1951 (ve věku 39 let) | Go Ahead Semarang   |
| Frans Alfred Meeng         | 18. ledna 1910   | 18. září 1944 (ve věku 34 let)      | SVBB Batavia        |
| Achmad Nawir               | 1. ledna 1911    | 20. dubna 1995 (ve věku 84 let)     | HBS Soerabaja       |
| G. Van Den Burgh           | 13. března 1916  | 18. července 1993 (ve věku 77 let)  | SVV Semarang        |
| Útočníci                   |                  |                                     |                     |
| Isaak "Tjaak" Pattiwael    | 23. února 1914   | 16. března 1987 (ve věku 73 let)    | Jong Ambon Batavia  |
| Suvarte Soedarmadji        | 6. prosince 1915 | 15. srpna 1979 (ve věku 63 let)     | HBS Soerabaja       |
| MJ Hans Taihuttu           | 12. května 1909  | 8. srpna 1985 (ve věku 76 let)      | Jong Ambon Batavia  |
| Tan Hong Djien             | 12. ledna 1916   | 25. září 1997 (ve věku 81 let)      | Tiong Hoa Soerabaja |
| Tan See Han                | 17. ledna 1910   | 20. října 1988 (ve věku 78 let)     | Gie Hoo Soerabaja   |
| Rudi Telwe                 | 3. srpna 1917    | 6. prosince 1999 (ve věku 82 let)   | HBS Soerabaja       |
| Hendrikus V. "Henk" Zomers | 26. dubna 1918   | 31. července 2009 (ve věku 91 let)  | Hercules Batavia    |